# Josef Andersson
Josef Andersson, född 16 oktober 1891 i Sibräcka, Tjörn, död 19 februari 1961 i Dals Långed, var en svensk folkskollärare. 
Josef Andersson grundade tillsammans med folkskollärarkollegan Erland Borglund först 1929 Steneby hemslöjdsförening och senare 1934 Stenebyskolorna. Stenebyskolorna har haft olika namn under sin långa verksamhetstid. I dag del av Göteborgs universitet benämnd Stenebyskolan.
Steneby hemslöjdsförening bildades 1929 av folkskollärarna Erland Borglund och Josef Andersson, vilka bland forna elever i Dals Långed brukssamhälle, Steneby socken, grundade studiecirklar med slöjdkurser efter Carl Malmstens slöjdprinciper. Småningom började man saluföra alstren, och en andelsförening bildades. Flera lärare anställdes, slöjdgrenarna utvidgades från att ha omfattat blott smärre bruksting i trä även till metallstakar, halmföremål, lergods och textilier. Steneby hemslöjdsförening uppköper även och saluför alster av slöjdare i hela Älvsborgs län. Företaget står som ekonomisk garant för den 1934 organiserade undervisningsanstalten Steneby skolor för yrkesundervisning, med dels 4-veckorskurser i en mängd slöjdgrenar, dels 4-åriga verkstads- och lärlingsskolor för måleri, smide och möbelsnickeri, dels decentraliserad utbildning för tapetserare, svarvare med mera. I samarbete med Pensionsstyrelsen förekommer här även utbildning av vanföra. Konstnärlig ledare och föreståndare är Erland Borglund. Steneby hemslöjdsförening har varit representerad på ett stort antal utställningar inom och utom Sverige. Produktionen saluföres över hela landet. 
Josef Andersson var gift med Gun Alsholm (1905-1998).